# 時間の遅れ

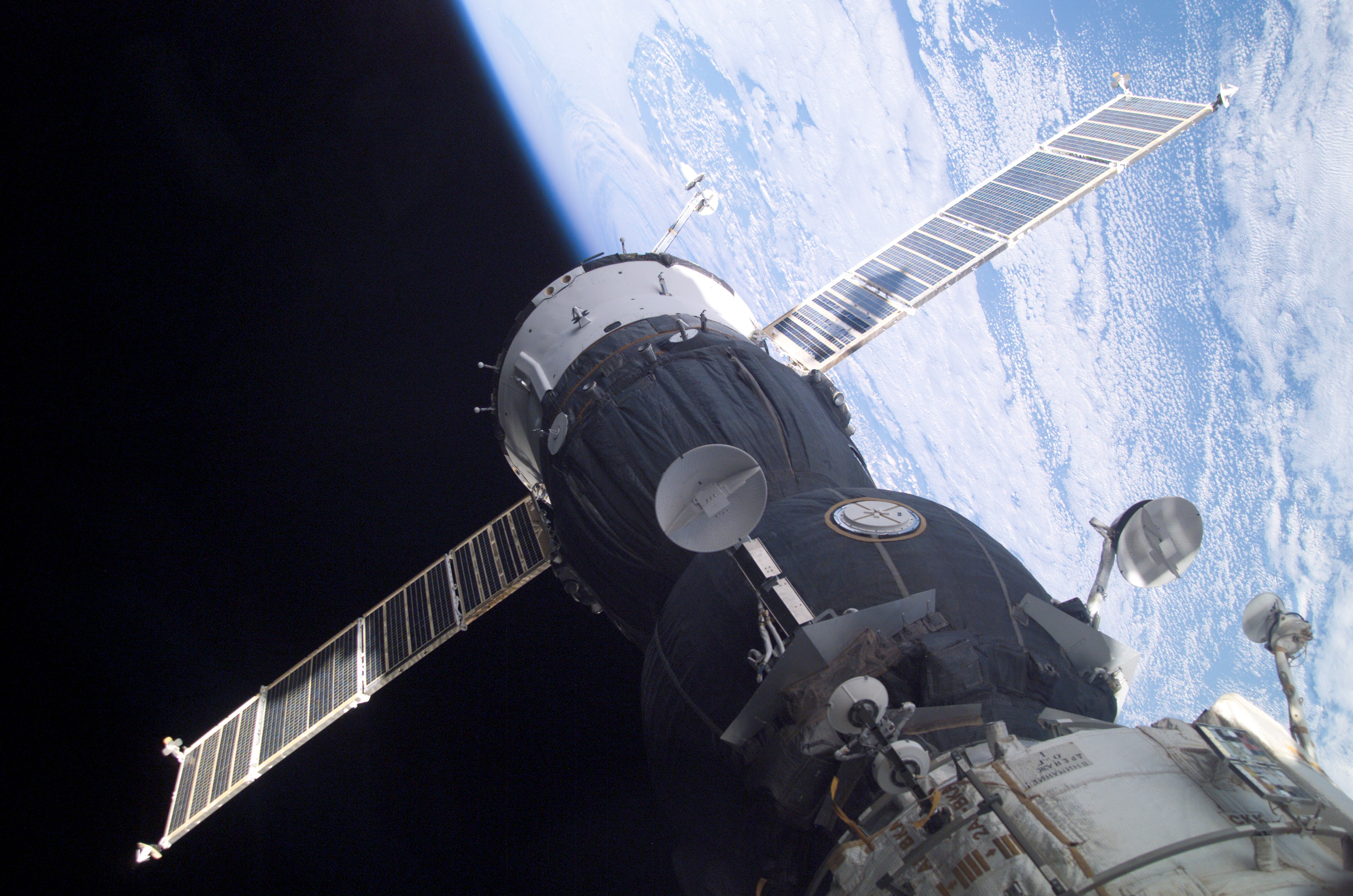
時間の遅れは、異なる加速度の下にある2つの時計が異なる時間を指す理由を説明する。例えば、ISSにおける時間は、地球上の時間よりも1年につき0.009秒遅れる。GPS衛星が機能するためには、地球上のシステムと協調するために、時空の曲がりを考慮する必要がある。

時間の遅れ（じかんのおくれ、英語: time dilation）は、相対性理論が予言する現象である。2人の観測者がいるとき、互いの相対的な速度差により、または重力場に対して異なる状態にあることによって、2人が測定した経過時間に差が出る（時間の進み方が異なる）。
時空の性質の結果として、観測者に対して相対的に動いている時計は、観測者自身の基準系内で静止している時計よりも進み方が遅く、または早く観測される。また、観測者よりも強い（または弱い）重力場の影響を受けている時計も、観測者自身の時計より遅く、または早く観測される。いずれも静止している観測者や重力源から無限遠方の観測者を基準として、時計の進み方が「遅い」と表現される。このような時間の遅れは、片方だけを宇宙飛行に送った1組の原子時計の時間のわずかなずれや、スペースシャトルに搭載された時計が地球上の基準時計よりもわずかに遅いこと、GPS衛星やガリレオ衛星の時計が早く動くようになっていること、東京スカイツリーの展望台に置かれた光格子時計が地上のそれよりわずかに進んでいる事で実証されている。時間の遅れは、SF作品において未来への時間旅行の手段を提供するために使われることがある。
おとぎばなしの浦島太郎において、主人公が異界に赴いたのちに元の世界に戻ると著しく時が経過していた、というエピソードから、俗に『ウラシマ効果』と呼ばれる。

## 速度における時間の遅れ

青い時計の局所基準系からは、運動している赤い時計の時間は遅くなっていると認識される

特殊相対性理論では、基準となる慣性系内の観測者から見ると、観測者に相対して動いている時計は、観測者の基準系内で静止している時計よりも時間の進みが遅くなって観測されることを示している。相対速度が速ければ速いほど時間の遅れは大きくなり、光速 (299,792,458 m/s) に近づくにつれて時間の進み方がゼロに近くなる。これにより、光速度で移動する質量のない粒子が時間の経過の影響を受けないということになる。
静止している観測者の時間の刻み幅を{\displaystyle \Delta t} とすると、運動体の時間の刻み {\displaystyle \Delta t'} は、光速を{\displaystyle c_{}^{}}、運動体の速さを{\displaystyle v_{}^{}} として、
{\displaystyle \Delta t'={\sqrt {1-(v/c)^{2}}}\Delta t}
となる。これは、時間と空間を合わせて座標変換をしないと、電磁気学の法則に現れる光速 {\displaystyle c} の意味が説明できない、という理論的な要請から導かれたローレンツ変換による帰結である。この事実は、宇宙から飛来する素粒子（宇宙線）の寿命が地上のものより長いことなどから確認されており、現代の素粒子論や場の理論は、特殊相対性理論を基礎に構築されている。
以下の説明では単純化するため加速・減速を考えず、等速直線運動を前提とする。宇宙船が光速の90%の速度で航行しているとき、船外の静止している観測者が1年間を測定する時間は、宇宙船の中では上式より{\displaystyle \Delta t'=0.436_{}^{}\Delta t} となり、宇宙船の時計の刻み幅は静止系の約0.44倍である。つまり宇宙船内の時計では、まだ0.44年、即ち5ヶ月半しか経過していない。
この現象を利用すると、光速に近い宇宙船で宇宙を駆けめぐり、何年か後、出発地点に戻ってきたような場合、出発地点にいた人は年を取り、宇宙船にいた人は年を取らないという現象が生じ、宇宙船は未来への一方通行のタイムマシンの役目を果たすことになる。ピエール・ブールの『猿の惑星』はこのアイデアに基づいたものであり、オリオン計画はこのアイデアに向けた試みであった。なお、宇宙船から静止系を見ると、静止系は相対的に運動していることになるが、時間の遅れが生じるのは宇宙船側である。詳しくは双子のパラドックスの項を参照のこと。
なお、この現象は光速に近い速度でなくとも、日常生活における速度でも極く僅かではあるが生じている。現に航空機に載せた原子時計の進みがごく僅かに遅れる事が実験によって確認されている。ただし宇宙船や人工衛星の場合は、速度の影響のみならず重力場の有無による影響もある事に注意する。

## 重力による時間の遅れ
一般相対性理論においては、重力は空間（時空）を歪ませ、時間の進みを変化させる。このため重力ポテンシャルの低い惑星上では、重力ポテンシャルの高い宇宙空間に比べて時間が遅く進むことになる。例えば、全地球測位システム（GPS）では、GPS衛星が地表よりも重力ポテンシャルが高いところを回るので、地球上（正確には、ジオイド表面上）の時計に比べて1秒間に100億分の7秒速く進む。
GPS衛星は地上へ正確な時間を伝達することで地球上の正確な位置を測定しているが、地球の周りを高速で移動する衛星の時計は遅れるため、実際に高速移動により地上の時計に比べて1秒間に100億分の2.55秒遅れる。 一方、先に述べた通り重力ポテンシャルの差で1秒間に100億分の7秒速く進むので、差し引きすると、GPS衛星搭載の時計は地上の時計よりも1秒間に100億分の4.45秒速く進む。そのため衛星側の内蔵時計は毎秒100億分の4.45秒だけ遅く進むように調整されている。また、より厳密には衛星から地上へ電波が伝わる経路も地球の重力場にあり、伝播の時間も影響を受ける。この分も調整して電波が発信される。

## SF作品における時間の遅れ
時間の遅れで生じる状態は、お伽噺である『浦島太郎』において、主人公の浦島太郎が竜宮城に行って過ごした数日間に、地上では何百年という時間が過ぎていたという話に似ている（松谷みよ子の『まえがみ太郎』では竜宮城の一日が地上の一年。西遊記においても天界の一日は地上の一年）ので時間の遅れのことを俗に「ウラシマ効果」とカタカナで表記して日本では呼んでいるが、物理学用語ではない。SF同人誌「宇宙塵」主宰者の柴野拓美が命名者と言われる。
日本では複数のSF作家や漫画家が、時間経過が遅くなる現象を背景に、浦島太郎の物語の筋書きをめぐり「主人公が宇宙人とともに亀（円盤型宇宙船）に乗って、竜宮城（異星）へ光速（亜光速）移動したために地球との時間の進み方にずれが生じた」とする解釈を提示している。また、光速ないし亜光速で飛行する宇宙船が登場する作品ではしばしば時間の経過のずれを指して「ウラシマ効果」として言及する。

### 作品例
豊田有恒『知られざる古代史 神話の痕跡』では、浦島太郎は竜宮城に行ったのではなく宇宙旅行をしてタイムトラベルしたと解釈する。
藤子不二雄の作品である『ドラえもん』では「浦島太郎自身が実は海でなく宇宙に連れて行かれてウラシマ効果を体験した」のではないかと考えたドラえもんたちが、タイムマシンでその真偽を確かめに行くエピソードが登場する。同作者の短編『世界名作童話』も浦島太郎の宇宙旅行を扱う。また『藤子・F・不二雄のSF短編』のひとつ『一千年後の再会』でも、地球を離れたパイロットが、宇宙船の機内では10年ほどしか経っていないが、地球では1000年の月日が流れているという表現が出てくる。

庵野秀明の監督デビュー作『トップをねらえ!』でもストーリーに取り入れられて、周囲の人々の成長から取り残され、最後には友人との離別を強いられる主人公の悲哀が描かれている。なお、本作の企画・脚本を手がけた岡田斗司夫は、このモチーフは後述の「終わりなき戦い」から着想したと証言している（2008年3月放映の『BSアニメ夜話』での発言）。
『ウルトラマンメビウス』では登場人物のひとりが、かつて亜光速宇宙船の任務に携わっていたために、40代前後の若さでありながら老人となった同僚と同年代であるという設定がなされている。
丸川トモヒロ作の漫画『成恵の世界』においても、一瞬で目的地に到達する「星門」を通らずに、亜光速速度で航行する貨物船に乗ったために、船外では13年の月日が流れ、本来妹であるはずの七瀬成恵より年下になった姉の七瀬香奈花が登場する。
『地球戦隊ファイブマン』では、物語終盤、死亡したと思われていた星川兄妹（ファイブマン）の肉親が生きていた事が明かされるが、星川兄妹が、20年の月日が流れ、成長しているのに対し、肉親の方は、時間の進みの遅い宇宙にいた事から、序盤と変わらぬ若さを保っていた。

### 海外
ポピュラーな素材であり、ジョー・ホールドマン『終りなき戦い』では、ある一兵卒が1000年以上続いた星間戦争の開戦から終戦までを経験し、ポール・アンダースン「タウ・ゼロ」では、エンジン制御に支障をきたし無限に加速する宇宙船でこの宇宙の終焉を目にする、といったように、多くの作品のテーマにかかわるガジェットとなっている。
映画『インターステラー』ではワームホールを利用して移住可能惑星の探索に向かった一行がブラックホールへの接近などの高重力環境に何度か身を置いたため、主人公が帰還した際には地球側では80年ほど経過しており、出発時に10歳だった主人公の娘はすっかり年老いていた。
SF作品ではないが、英国のロックバンド、クイーンの楽曲「'39」は、新天地を求め宇宙船に乗った乗組員が「時間の遅れ」によって数百年後に帰ってきたというストーリーである。この曲は天体物理学博士であるギタリストのブライアン・メイが作詞作曲した。
C・S・ルイスの「ナルニア国物語」でも、ナルニア世界で一月（又は数ヶ月）過ごしたのに自分達の世界では数時間しか経っていない、という描写が繰り返し登場する。